# Thomas Lam
Thomas Anton Rudolph Lam, född 18 december 1993 i Amsterdam, Nederländerna, är en nederländsk-finländsk fotbollsspelare som spelar för Melbourne City. Han representerar även Finlands landslag.
Lam föddes i Nederländerna till en nederländsk far och en finländsk mor.

## Karriär
Den 16 augusti 2022 värvades Lam av australiska Melbourne City, där han skrev på ett tvåårskontrakt.